# 11808 Platz
A 11808 Platz (ideiglenes jelöléssel (11808) 1981 EM17) a Naprendszer kisbolygóövében található aszteroida. Schelte J. Bus fedezte fel 1981. március 1-jén.

## Kapcsolódó szócikk
- Kisbolygók listája (11501–12000)